# Geoffrey Hartman
Geoffrey H. Hartman (n. 11 august 1929, Frankfurt am Main, Republica de la Weimar – d. 14 martie 2016, Hamden⁠(d), Connecticut, SUA) a fost un teoretician literar american de origine germană, identificat uneori cu Școala „deconstructivistă” de la Yale, deși el nu poate fi asociat cu o singură școală sau metodă. Hartman a petrecut o mare parte a carierei sale ca profesor de literatură comparată la Universitatea Yale, unde a fondat, de asemenea, Arhiva video Fortunoff de mărturii referitoare la Holocaust.

## Biografie
Geoffrey H. Hartmann s-a născut în orașul Frankfurt pe Main dinn Germania, într-o familie de evrei așkenazi. În 1939 a plecat neînsoțit din Germania spre Anglia cu un transport de copii refugiați (Kindertransport), fiind trimis departe de familie pentru a scăpa de regimul nazist. El a ajuns în Statele Unite ale Americii în 1946, unde s-a reîntâlnit cu mama lui, iar mai târziu a devenit cetățean american. La sosirea în SUA, mama lui și-a schimbat numele de familie în „Hartman” pentru a-și ascunde origine germană.
Hartman a urmat studii la Queens College, City University of New York și a obținut doctoratul la Yale. După ce a fost profesor la Universitatea din Iowa și la Universitatea Cornell în anii 1950, Hartman s-a întors la Yale și a devenit profesor de literatura engleză și de literatură comparată la Universitatea Yale. Una dintre preocupările sale pe termen lung a fost viața și opera poetului englez William Wordsworth.
Opera lui explorează natura imaginației creatoare, precum și relațiile dintre ficțiunea literară și comentariul critic. El a contribuit la organizarea Arhivei video Fortunoff de mărturii cu privire la Holocaust de la Biblioteca Memorială Sterling a Universității Yale și a susținut prelegeri cu privire la adunarea mărturiilor și implicațiile lor în plan istoric.

## Scrieri
- The Unmediated Vision: An Interpretation of Wordsworth, Hopkins, Rilke, and Valéry (1954)
- André Malraux (1960)
- Wordsworth's Poetry, 1787-1814 (1964)
- Beyond Formalism: Literary Essays, 1958-1970 (1970)
- The Fate of Reading and Other Essays (1975)
- Akiba's Children (1978)
- Psychoanalysis and the Question of the Text: Selected Papers from the English Institute, 1976-77 (1978, editor)
- Criticism in the Wilderness: The Study of Literature Today (1980)
- Saving the Text: Literature/Derrida/Philosophy (1981)
- Easy Pieces (1985)
- Midrash and Literature (1986, editor)
- Bitburg in Moral and Political Perspective (1986, editor)
- The Unremarkable Wordsworth (1987)
- Minor Prophecies: The Literary Essay in the Culture Wars (1991)
- The Longest Shadow: In the Aftermath of the Holocaust (1996)
- The Fateful Question of Culture (1997)
- A Critic's Journey: Literary Reflections, 1958-1998 (1999)
- Scars of the Spirit: The Struggle Against Inauthenticity (2004)
- A Scholar's Tale: Intellectual Journey of a Displaced Child of Europe (2007)